# David Bakan
David Bakan (geboren 23. April 1921 in New York City; gestorben 18. Oktober 2004 in Toronto) war ein US-amerikanischer Psychologe.

## Leben und Werk
Nach dem Besuch des Brooklyn College studierte Bakan ab 1942 Psychologie an der Indiana University und legte 1944 seine Masterprüfung ab. Er promovierte 1948 an der Ohio State University bei Floyd Carlton Dockeray in Luftfahrtpsychologie, einem Anwendungsgebiet der Arbeitspsychologie. Seine Hochschullaufbahn führte ihn an die  University of Missouri und University of Chicago, dann an die Harvard University und schließlich nach Kanada an die York University.
Bakan war ein Vertreter der Humanistischen Psychologie. Die Sozialpsychologie verdankt ihm u. a. das wichtige Begriffspaar „agency“ – „communion“, das zwei basale Stile bezeichnet, wie Individuen auf ihre soziale Umgebung Bezug nehmen. Agency (deutsch etwa: „Handeln“) umfasst Macht, Können und Selbstbehauptung, während communion (deutsch etwa: „Gemeinschaft“) Nähe, Einigkeit und Solidarität umschließt. Die Arbeiten vieler jüngerer Sozialpsychologen, etwa die von Jerry Wiggins, bauen auf Bakans Ideen auf.
Bakan war 1970/71 Präsident der History Division der American Psychological Association, außerdem war er ebenfalls für jeweils ein Jahr Leiter der Division für „Theoretical and Philosophical Psychology“ und der Division für „Humanistic Psychology“. Bakan wurde 1991 emeritiert. Er starb im Mount Sinai Hospital in Toronto.
Bakan und Millie Blynn heirateten 1948 und hatten sechs Kinder: Joseph, Deborah, Abigail, Jonathon, Daniel and Jacob.

## Schriften (Auswahl)
- Mensch im Zwiespalt: Psychoanalytische, soziologische und religiöse Aspekte der Anthropologie, München : Kaiser, 1976, ISBN 3-459-01055-X
- Maimonides' cure of souls : medieval precursor of psychoanalysis, 2009 Über den mittelalterlichen Philosophen Maimonides
- Maimonides on prophecy : a commentary on selected chapters of the Guide of the perplexed, 1991.
- And they took themselves wives : the emergence of patriarchy in Western civilization, 1979
- Slaughter of the innocents. a study of the battered child phenomenon, 1971
- The abuse of children, 1975
- Disease, pain, & sacrifice; toward a psychology of suffering, 1968
- Psychology and religion; a contemporary dialogue by Joseph Havens, 1968
- On method : toward a reconstruction of psychological investigation, 1967
- The duality of human existence : isolation and communion in Western man, 1966
- The duality of human existence: an essay on psychology and religion, 1966
- Sigmund Freud and the Jewish mystical tradition, Princeton : van Nostrand, 1958